# COC Nederland
COC o COC Nederland es una organización LGBT neerlandesa. COC originalmente eran las siglas de Cultuur en Ontspanningscentrum («Centro para la cultura y la diversión»), que era una forma de disimular su propósito real. Fundada en 1946, es la organización LGBT más antigua todavía en funcionamiento.
Desde 2000 es una federación de 24 asociaciones locales, unidas a nivel nacional en la Federatie van Nederlandse Verenigingen tot Integratie van Homoseksualiteit COC Nederland («Federación de asociaciones neerlandesas para la integración de la homosexualidad COC Países Bajos»), o en su forma corta de COC Nederland. Todas las asociaciones locales juntas tienen en total unos 7000 miembros.

## Actividades
Las organizaciones locales se centran en actividades y la defensa del movimiento LGBT dentro de su región. Ofrecen apoyo personal, grupos de apoyo, información y los lugares en los que gais y lesbianas pueden encontrarse. También promocionan los intereses de gais y lesbianas. Las organizaciones locales están organizadas casi exclusivamente por voluntarios.
El COC nacional se centra en la defensa del movimiento LGBT a nivel nacional, por ejemplo con cabildeo político (homosexualidad y educación, igualdad de tratamiento,...). También forma a voluntarios de las organizaciones locales, dando información y liderando grupos de apoyo. El COC tiene una sección de jóvenes en el Stichting Hoezo/Expreszo, que publica la revista Expreszo para los jóvenes LGBT. 
El COC también trabaja a nivel internacional, especialmente en varios países de Europa Oriental y Asia Central, en los que participa en el estudio de la comunidad LGBT, la formación, organizando prácticas en los Países Bajos y dando apoyo y consejo de forma localizada. El proyecto está cofinanciado por el Ministerio de Asuntos Exteriores holandés. El COC también colabora con ONG como Oxfam Novib.

## Historia
El 7 de diciembre de 1946, se fundó en Ámsterdam el Shakespeareclub. Los fundadores fueron una serie de hombres gais que estaban relacionados con Levensrecht («Derecho a la vida»), una revista que se había creado unos meses antes de la invasión alemana en 1940 y que reapareció tras la II Guerra Mundial. El Shakespeareclub fue renombrado en 1949 como Cultuur- en Ontspanningscentrum (C.O.C.). Desde sus comienzos en 1946 hasta 1962, el director fue Bob Angelo, un seudónimo de Niek Engelschman.
Los fines de C.O.C. eran dobles: por una parte, querían contribuir a la emancipación social y, por otra, querían ofrecer cultura y diversión a los hombres gais y mujeres lesbianas. La emancipación social se enfocaba en la eliminación del 248bis del código penal neerlandés. Este artículo, introducido en 1911, convertía en delito punible con un año de cárcel cualquier contacto sexual con un menor entre 16 y 21 años. Para los heterosexuales la edad de consentimiento sexual era de 16 años.
En los primeros años la policía mantuvo un ojo sobre el Shakespearclub y el C.O.C. A pesar de ello, el grupo se expandió a La Haya y Róterdam, y luego a Utrecht y Arnhem. En otras ciudades, como Groninga, Leeuwarden y Eindhoven, los intentos de organizarse de los homosexuales sufrieron la resistencia de las autoridades locales. Una importante consecuencia de las actividades del C.O.C. en las décadas de 1950 y 1960, fue la aparición de una subcultura de bares y fiestas, en oposición a la situación anterior a la Guerra, en la que los homosexuales se encontraban principalmente en parques, calles y urinarios públicos.
En 1962 Benno Premsela asumió la dirección del C.O.C. de la mano de Bob Angelo. Con el nuevo director, el grupo se hizo más público, lo que se evidenció por ejemplo en el cambio de nombre en 1964: "Nederlandse Vereniging voor Homofielen COC" («Asociación neerlandesa para homófilos COC»). Por primera vez se decía claramente que era una organización para homosexuales.
En la década de 1970, la homosexualidad pasó a ser más aceptada por el público en general. La resistencia de las iglesias, la comunidad médica y la sociedad en general disminuyó. Como resultado, se revocó el artículo 248-bis en 1971 y se reconoció oficialmente el COC en 1973. Desde 1971 el nombre completo del era Nederlandse Vereniging voor Integratie van Homoseksualiteit COC («Asociación neerlandesa por la integración de la homosexualidad COC»). La década también fue época de radicalización. Hasta entonces, el COC se había centrado principalmente en adaptar a los homosexuales a un ambiente heterosexual, pero se levantaron voces que exigían su propio sitio en la sociedad para los homosexuales, independientemente de los heterosexuales y preservando su propia identidad. La revolución sexual también tuvo su efecto y se formó una cultura sexual muy activa en la comunidad gay. 
Con el tiempo se formaron más organizaciones LGBT aparte del COC. Aunque el COC permaneció como la mayor organización gay, perdió influencia y se enfocó más hacia la política. Se convirtió más y más en una especie de sindicato gay.
En la década de 1980 —los años en los que el sida se convirtió en un problema importante— el gobierno neerlandés aceptó al COC como un interlocutor válido en asuntos gais. A pesar de ello, la introducción del matrimonio entre personas del mismo sexo en los Países Bajos puede ser atribuida en su mayor parte a la revista Gay Krant: hasta mediados de la década de 1990, el COC mantuvo la posición de que el matrimonio era una institución que había que rechazar.

## Críticas
El COC no ha funcionado de forma perfecta en los últimos años. La principal crítica es que el COC es «invisible». Apenas se le oyó en un asunto en el que un miembro del parlamento del partido RPF, Leen van Dijke, comparó a los homosexuales con ladrones en una entrevista. El COC también estuvo ausente en el cabildeo para la apertura del matrimonio a parejas del mismo sexo.
La dirección también ha tenido algunos problemas de estabilidad. La última crisis de la dirección fue en verano de 2004. Como resultado de un conflicto entre la función de la presidencia de la oficina del COC, ambos, el presidente y la gerencia tuvieron que irse. El asunto llevó a la fundación de Homo LesBische Federatie Nederland, una iniciativa de John Blankenstein. Tras algún roce inicial, ambas han conseguido tener una buena relación.

## Curiosidades
Uno de los triángulos que marcan el Homomonument apunta simbólicamente hacia la oficina de COC Amsterdam, para honrar el papel de COC en el movimiento LGBT de los Países Bajos.